# Heinrich Streintz
Heinrich Streintz (Vienna, 7 maggio 1848 – Graz, 11 novembre 1892) è stato un fisico austriaco.

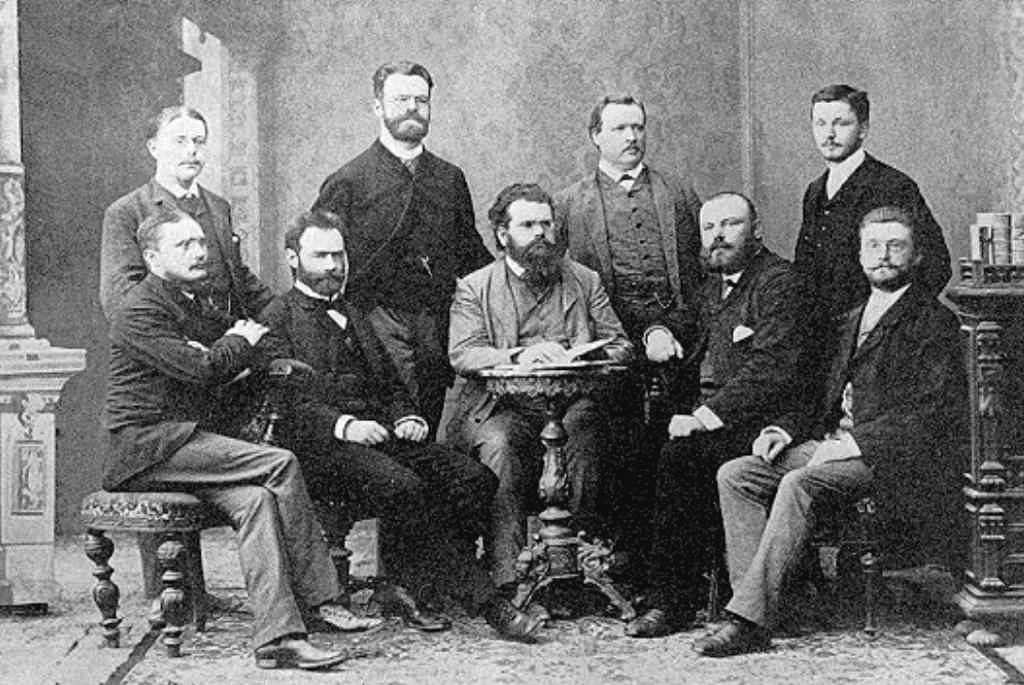
Heinrich Streintz e colleghi a Graz, 1887. (in piedi, da sinistra) Nernst, Streintz, Arrhenius, Hiecke, (seduti, da sinistra) Aulinger, Ettingshausen, Boltzmann, Klemenčič, Hausmanninger

Nel suo lavoro scientifico (sia teoricamente che sperimentalmente) Streintz si occupò di teoria della probabilità, elasticità ed elettricità. Egli scrisse anche molti abstract e recensioni per la Deutsche Literaturzeitung e per le scuole superiori austriache. Tuttavia, il suo articolo più importante fu "I fondamenti fisici della meccanica" (tedesco: Die physikalischen Grundlagen der Mechanik, 1883), dove criticava le definizioni di inerzia di Newton e introduceva i termini "Corpo fondamentale" (tedesco: Fundamentalkörper) e "sistema fondamentale di coordinate "(tedesco: Fundamental-Koordinatensystem), in base ai quali il movimento inerziale dovrebbe essere definito più esattamente. Considerazioni simili portarono Ludwig Lange poco dopo (1885) all'introduzione del termine sistema di riferimento inerziale.